# もっとうまく好きと言えたなら
「もっとうまく好きと言えたなら」（もっとうまくすきといえたなら）は、森口博子の17枚目のシングル。1995年3月3日にキングレコードよりリリースされた。

## 概要
表題曲の「もっとうまく好きと言えたなら」は、フジテレビ系『夢がMORI MORI』オープニングテーマ（通算4回目）及びダイハツ ミラ CMソングに使用された。
2021年9月にねとらぼで行われた「森口博子さんのシングル曲であなたが好きな楽曲は?」アンケートでは同率7位にランクインした
2022年8月現在2番目に売れたCDシングル。

## 収録曲
| 全編曲: 本間昭光。 |                                                    |            |            |
| #                  | タイトル                                           | 作詞       | 作曲       |
| 1.                 | 「もっとうまく好きと言えたなら」                   | 渡辺なつみ | 太田美知彦 |
| 2.                 | 「恋人になろう」                                   | 工藤哲雄   | 住吉中     |
| 3.                 | 「もっとうまく好きと言えたなら」(Original Karaoke) |            |            |

## 収録作品
| 発売日         | タイトル                                            |
| -------------- | --------------------------------------------------- |
| 1995年7月5日   | PARADE                                              |
| 1995年11月22日 | Best of My Life 〜Moriguchi Hiroko Single Selection |
| 1998年2月21日  | 軌跡 best selection                                 |
| 2000年6月13日  | ALL SINGLES COLLECTION                              |
| 2007年2月14日  | Pop meets Jazz Selection 1                          |
| 2010年7月7日   | シングル ベスト コレクション                        |
| 2013年10月2日  | 森口博子 パーフェクト・ベスト                       |